# سیدنی مانکریف
سیدنی مانکریف (انگلیسی: Sidney Moncrief؛ زاده ۲۱ سپتامبر ۱۹۵۷) یک بازیکن بسکتبال اهل ایالات متحده آمریکااست.